# Важільна гвинтівка Colt Ring
Важільна гвинтівка Кольт Перша Модель Ring та важільна гвинтівка Кольт Друга Модель Ring є ранніми револьверними капсульними гвинтівками, які випускала компанія Patent Arms Manufacturing Company у період з 1837 по 1841 роки. Першу Модель випускали у період з 1837 по 1838 роки. Це була перша зброя виробництва Семюела Кольта, розроблена незадовго до появи револьвера Colt Paterson. Першу Модель замінила Друга Модель, яку випускали з 1838 по 1841 роки. Вона мала незначні зміни в конструкції та дизайні. Обидві моделі відрізняються від пізніших револьверних гвинтівок Кольта наявністю невеликого кільця, яке розташовувалося перед спусковою скобою. При натисканні на цей важіль барабан обертався на наступну позицію і зводився прихований курок. Хоча зброя була складною за конструкцією та схильна до відмов, армія США замовила п'ятдесят гвинтівок Першої Моделі, щоб використати проти воїнів семінолів під час другої семінольської війни.

## Опис

### Перша модель
Важільна гвинтівка First Model Ring мала восьмикутний ствол довжиною 81 см з коричневим воронуванням. Інші металеві деталі мали синє воронування.  Гвинтівка мала круглу спускову скобу, яка була розташована позаду кільцевого важеля. Кільцевий важіль допомагав стрільцю звести внутрішній курок та обертати барабан (на відміну від зведення зовнішнього курка на пізніших револьверах одинарної дії).  Першу Модель випускали під набої .34, .36, .38, .40 та .44 калібрів з 8-зарядними барабаном, хоча лімітовано випускали і 10-зарядні зразки. На барабані наносили гравюру на якій було зображено полювання на оленя кентавром і кількома вершниками. Передня і задня кромки барабана були спочатку квадратні, хоча пізніше почали закругляти задню кромку барабана. Крім того додали виріз у захисному щитку барабана, що дозволило насаджувати капсулі без розборки та додали ще один важіль заряджання. Ложа гвинтівки з горіхового дерева з серпоподібним прикладом і піднесена щока з інкрустованим зображенням чотирьох кінських голів. Перша Модель має верхню планку над барабаном, яка відсутня майже на всіх револьверах Кольта до появи револьвера Colt Single Action Army у 1873 році.

### Друга модель

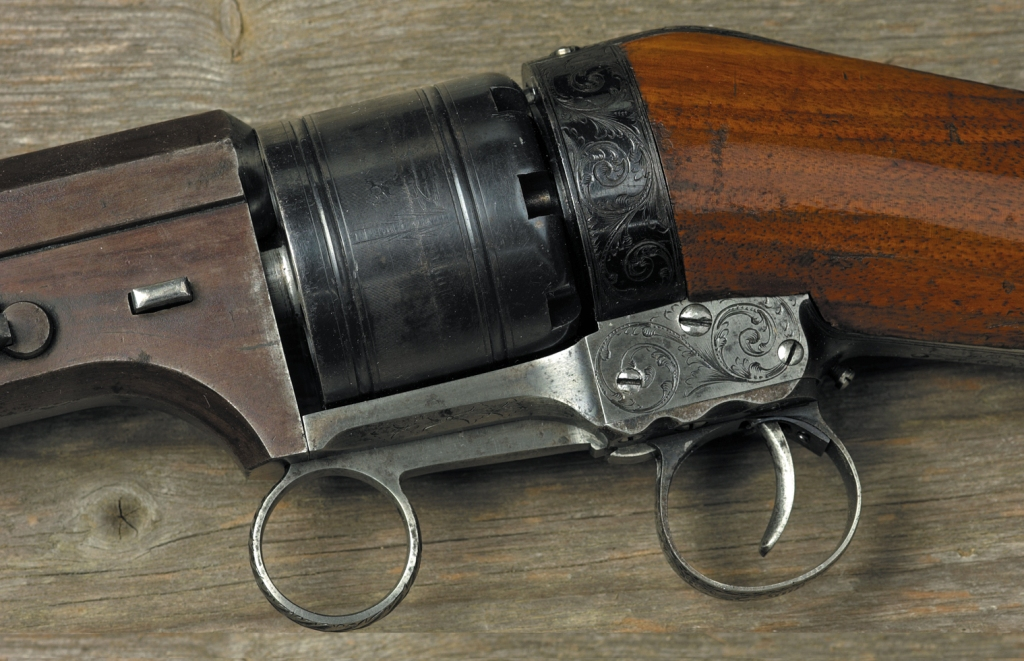
Важільна гвинтівка Colt Paterson Ring

Хоча важільна гвинтівка Second Model Ring за принципом дії схожа на Першу Модель, у зовнішньому виді можна побачити незначні відмінності. Найбільш помітна відмінність, відсутність верхньої планки над барабаном, яка була у Першої Моделі.  У Другої Моделі немає гравірування на щічці, але додано зображення будинку на барабані.  При виробництві Другої Моделі були внесені такі самі покращення як і у Першої Моделі: додатковий важіль, заокруглена задня кромка барабана та виріз у противідбійному щитку для насадження капсулів на патрубки. Другу Модель випускали лише під набої .44 калібру, але довжина стволів була 71 та 81 см (хоча 71 см ствол був менш популярним). Барабан був 8-зарядним; 10-зарядні барабани випустили малою партією.

## Виробництво
Виробництво важільної гвинтівки First Model Ring було розпочато в 1837 році на заводі Patent Arms Manufacturing Company у Патерсоні, штат Нью-Джерсі. Гвинтівка First Model Ring Lever стала першою зброєю Семюела Кольта, а невдовзі за цим, наприкінці 1937 року, було представлено револьвер Colt Paterson.   Першу Модель випускали до 1838 року. Всього було випущено приблизно 200 одиниць (серійні номери з 1 по 200).  У 1838 році було розпочато виробництво гвинтівки Second Model Ring Lever, яке тривало до 1841 року. Всього було випущено 500 одиниць (серійні номери з 1 по 500). Оскільки гвинтівки Ring Lever було випущено в малій кількості, їх дуже цінують серед усієї зброї виробництва Кольта, а Перша Модель є найрідкіснішою зброєю яку випускала компанія Patent Arms Manufacturing Company.

## Прийом та використання

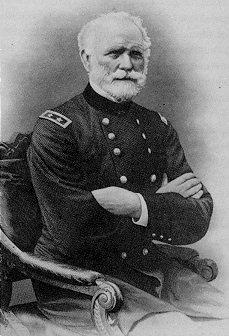
Вільям С. Гарні, прихильник гвинтівок Кольта з кільцевим важелем

Хоча ні Перша, ні Друга Модель гвинтівки Ring Lever не набули поширення у будь-які військовій організації, кілька одиниць замовили армія США та військовий флот Техасу. Після несприятливої доповіді армійських чиновників у вересні 1837 року, де було зазначено, що  Перша Модель гвинтівки Ring Lever схильна до відмов і дуже складна для використання у бойових умовах, у березні 1838 року було проведено друге випробування.  На запит підполковника Другого Драгунського полку Вільяма С. Гарні, Кольт поїхав до Флориди зі 100 одиницями гвинтівки Ring Lever для випробувань. Під час випробувань офіцери полку позитивно відгукувалися про гвинтівки Кольта після проведення кількох експериментів, які продемонстрували, що гвинтівки Першої Моделі Ring Lever рівноцінні або навіть перевищують звичайні армійські зразки по точності, пробивній властивості, швидкострільності, стійкості до погоді та безпечності.  Експерименти довели, що гвинтівка Ring Lever може зробити шістнадцять пострілів за тридцять одну секунду, з можливістю перезарядки і відстріляти восьмизарядний барабан за чотирнадцять секунд. Ця рада офіцерів виступала за оснащення відібраних навчених людей у кожній роті гвинтівками Кольта, висловлюючи побоювання, що оснащення усіх бійців такою зброєю може завдати шкоди самій зброї через її крихку конструкцію.  Під час експериментів ради, були присутні дружні індіанці, які дивились за цим і описали гвинтівку Кольта, як "великі ліки."  Після успішних випробувань генерал-майор Томас Джесуп погодився оснастити частину драгунів другого полку п’ятдесятьма рушницями Першої моделі для використання під час другої семінольської війни.  Замовлення принесло Кольту $6,250 або $125 за гвинтівку.
Можливість зробити кілька пострілів з гвинтівки Кольта вважали перевагою над семінольськими воїнами, які вже зрозуміли, що солдати безпорадні після першого пострілу з тогочасної військової однозарядної зброї. Звіти про використання у бою проілюстрували крихкість та складність конструкції гвинтівок, які легко могли вийти з ладу. Хоча зброя була не ідеальною і схильної зо зброїв, використання нової зброї проти семінолів принесло значні вигоди.  У 1839 році, майже через рік після замовлення перших п'ятдесяти гвинтівок Першої Моделі, підполковник Гарні зауважив, що всі гвинтівки, окрім двох, знаходяться у доброму робочому стані. Пізніше у липні 1839 року, несподівана атака семінолів призвела до втрати тридцяти гвинтівок Ring Lever, хоча пізніше чотирнадцять було відновлено.  Незважаючи на проблеми з надійністю гвинтівок польові офіцери підтримали використання гвинтівок Кольта, особливо підполковник Гарні. Гарні позитивно прокоментував гвинтівку Кольта, заявивши: «Я щиро вірю, що, якби не ця зброя, індіанці тепер ніжилися б в Еверглейдс у Флориді."
Кольт скористався відгуком Гарні для підготовки звіту зі схваленням та різною статистикою про гвинтівку Ring Lever. Підтримка гвинтівки Кольта Ring Lever надійшла з інших джерел, в тому числі від першого сержанта П. В. Генрі другого драгунського полку Гарні, який навчав солдатів користуватися гвинтівками. Генрі казав, що коли "йду через території індіанців, я завжди відчуваю себе безпечніше з вашею рушницею в руках, ніж з групою десяти або п'ятнадцяти бійців озброєних мушкетами або карабінами."  Не зважаючи на зібрані схвальні відгуки Кольт більше не отримав контрактів на гвинтівки Ring Lever від армії США.  У 1839 році незважаючи на проблеми з продажею зброї урядам штатів, 100 гвинтівок Ring Lever замовив військовий флот Техасу.
Окрім військового використання, Флорида представила інший ринок збуту гвинтівок Кольта Ring Lever у 1840 році.  У листі від Чарльза Даунінга, делегата Конгресу від території Флориди, до Вадді Томпсона, голові палати представників США у комітеті по військовим справам, Даунінг просив про закупівлю 500 гвинтівок Кольта Ring Lever для того, щоб роздати їх прикордонним поселенцям у Флориді. Даунінг побачив перевагу у десятизарядній гвинтівці Кольта і бажав озброїти поселенців цими гвинтівками, щоб вони могли ефективно захищати себе та свої сім'ї від нападів семінолів. У своєму листі, Даунінг стверджував, що "жодна людина у Флориді не є в безпеці у власному будинку", а військовий захист армією США є неефективним.  На думку Даунінга гвинтівка Кольта Ring Lever була надійним рішенням, оскільки вона "вартує двадцяти звичайних гвинтівок" (з додатковим десятизарядним барабаном) та "вартує десяти людей" озброєних звичайною зброєю. Ціна 500 гвинтівок була від $40 до $45 кожна або приблизно $20,000. Зрозуміло, що Даунінг мав на увазі гвинтівки Кольта Ring Lever, оскільки лише зброя Кольта мала десятизарядні барабани, і скоріш за все мова йшла про Другу Модель, тому що лист датовано 1840 роком коли випускали Другу модель, а Даунінг згадує про "покращені" гвинтівки.  Хоча таке замовлення могло принести великий прибуток Кольту, схоже Палата представників не вжила жодних дій з приводу цієї пропозиції, оскільки у документах не згадується про купівлю такого масштабу урядом США.
Хоча продажі уряду гвинтівок Ring Lever були незначними, Кольт мав більший успіх у продажі карабіна Модель 1839. Цю модель, випускали з 1838 по 1841 роки. Вона не мала кільцевого важеля і мала звичайний зовнішній курок. Було випущено приблизно 950 карабінів Модель 1839, 180 з яких було замовлено військовим флотом Техасу, а 360 замовили ВМС США. Але продажі були меншими ніж планувалося, що призвело до закриття Patent Arms Manufacturing Company у 1842 році. Семюел Кольт більше не випускав зброю до 1847 року поки не почав співпрацювати з Семюелм Вокером, результатом співпраці став револвьер Colt Walker.